# Fatal Fury 2: O Desafio de Krauser
Fatal Fury 2: O Desafio de Krauser (バトルファイターズ餓狼伝説2, Batoru Faitāzu Garō Densetsu 2) é a sequência de Battle Fighters: Garou Densetsu (Fatal Fury ou Fúria Total), produzido um ano antes. O filme conta a história de Terry Bogard depois de derrotar Geese Howard, introduzindo novos personagens como Kim Kaphwan e Mai Shiranui e novos vilões como Wolfgang Krauser e Laurence Blood.

## História
O filme começa com Terry Bogard trabalhando em um cais, empilhando sacos. Repentinamente, um conjunto de vigas de desprende de um guindaste, mas Terry consegue salvar um homem que estava bem embaixo, para depois sentir um formigamento na perna por causa da falta de prática. Depois ele vai para perto do mar para comer seu cachorro-quente, conhecendo um menino chamado Tony, cujo pai era lutador e tinha morrido numa luta. No final da tarde, aparece o lutador sul-coreano de taekwondo Kim Kaphwan, querendo testar a força de Terry.
Após vencer Kim, Terry é abordado por Wolfgang Krauser, que o intima para uma luta. Terry aceita, mas tem dificuldades por causa da falta de prática. Ele até fica surpreso pelo fato de que Krauser dominava a técnica Hakkyoukuseiken, que Terry havia aprendido com o mestre Tung Fu (algo que nunca chega a ser explicado). Krauser é meio-irmão mais novo de Geese, a quem Terry havia derrotado um ano antes, e derrota facilmente o rapaz. A derrota deixa Terry psicologicamente devastado, tirando dele a vontade de lutar.
Num outro ponto, acontece a final de um torneio de artes marciais, disputada entre Joe Higashi e Big Bear (Raiden reformado). Joe vence o oponente com um único golpe depois que Big Bear lhe revela o que aconteceu com Terry, mas Cheng Sinzan, o gerenciador do torneio, solicita que ele também o enfrente, o que faz com que Joe se irrite, aplique seu soco furacão no homem, e vá embora atrás do amigo.
Depois de vivenciar um pesadelo, Terry acorda na casa de Tony, onde conversa com a mãe deste e fica sabendo sobre a morte do pai do menino. Depois, ele vai embora, sendo seguido por Tony, que a princípio queria que Terry o treinasse, apesar de suas objeções; mas agora, o garoto está determinado a trazer de volta o espírito de luta de seu ídolo. No Japão, Mai Shiranui retorna ao dojô de seu avô, Hanzo Shiranui, e pergunta ao mestre de judô Jubei Yamada sobre o paradeiro de Andy Bogard, seu amigo de infância e interesse amoroso. Enquanto Andy tenta conter Mai, que estava furiosa por Andy ter voltado sem avisá-la, Joe chega, avisando a seu amigo sobra a situação lastimável de Terry.
Enquanto bebia num parque, Terry é abordado por quatro vagabundos, mas derrota a todos, sendo preso por causar confusão.
No Japão, Jubei explica a Andy e Joe sobre a família Stroheim, a qual Krauser faz parte. Depois, Andy luta contra o homem para poder ir atrás daquele que humilhou seu irmão, e vence seu mestre (o qual se opunha à decisão de seu pupilo), que manda Mai atrás dele e de Joe. No aeroporto, Andy e Mai resolvem ir à Alemanha atrás de informações sobre Krauser, enquanto Joe se dispõe a ir atrás de Terry. O campeão de muay thai recebe uma carta avisando da prisão de Terry.
Na prisão, Terry é solto, supostamente através de fiança, e encontra Tony e Joe, o qual, abismado em ver o quanto Terry caíra, lhe dá uma surra e lhe informa sobre o plano de Andy.
Na Alemanha, Andy fica sabendo que Krauser foi escoltar uma rainha. Após convencer Andy a ficar na Alemanha mais um pouco, Mai sai para fazer compras, e é abordada por Laurence Blood, servo de Krauser, o qual a atrai para uma localização distante e revela tê-la visto, junto com Andy, espionando o castelo de Krauser. Eles lutam, mas Laurence acaba vencendo a luta. Preocupado com Mai, Andy segue seus leques de madeira e chega a algumas ruínas, encontrando Mai e Laurence, e vence-o facilmente com seu Choreppadan, resgatando Mai.
Terry continua buscando refúgio no álcool, quando é abordado pelo boxeador Axel Hawk. Tony resolve enfrentá-los para que não importunem Terry, e Axel manda seu aluno enfrentar o garoto. Tony apanha muito, chamando a atenção de Terry, que vê nele a si mesmo quando era mais jovem: impetuoso, mas sem habilidade para lutar. No entanto, Terry lembra que buscou ser mais forte para poder derrotar seus oponentes, e disso tira forças para responder ao desafio de Axel antes que Tony morra de tanto apanhar. Recuperado de sua depressão, Terry consegue derrotar Axel com apenas um soco.
Em outro país, Joe vai ao quarto onde Krauser está hospedado, mas é descoberto. Os dois lutam, mas Joe, incapaz de causar um arranhão em Krauser, acaba brutalmente derrotado.
Durante uma noite em que acampava com Tony na floresta, Terry recebe mensagens dos espíritos de Lily McGwire, sua falecida amada, e de seu mestre Tung Fu Rue, o último aconselhando-o a procurar forças na mãe terra.
Parando no meio da estrada para comprar jornais, Terry fica sabendo do estado crítico de Joe e vai vê-lo. O kickboxer está com 24 ossos quebrados e muitos órgãos internos avariados. Joe avisa a Terry para ele se encontrar com Andy "no lugar de sempre", e permanece aos cuidados de Mai.
No cemitério de Southtown, onde estão enterrados Tung, Lily e Jeff Bogard, o pai adotivo dos irmãos Bogard, Terry finalmente encontra com seu irmão Andy, e os dois lutam, como forma de testar suas habilidades, e para decidir quem irá atrás de Krauser. No ápice da luta, Terry desenvolve uma nova técnica (o Power Geyser) e vence seu irmão com ela.
Na Alemanha, Terry finalmente chega ao castelo dos Stroheim para desafiar Krauser. Os dois têm uma luta cruel, resultando na destruição do salão de visitas do nobre, e Terry vence. Krauser, envergonhado pela derrota se atira do penhasco onde fica seu castelo, se matando. Ao longe, sem que ninguém perceba, Geese observava a tudo e zomba de Krauser por ter subestimado seu rival.
Terry para sua motocicleta e deixa Tony num hotel, onde descobre-se que sua mãe havia ido ao receber as passagens de Terry. Tony promete ficar tão forte quanto seu ídolo, e Terry se despede do menino, atirando seu boné para cima (numa alusão à famosa pose de vitória dos jogos).

## Dublagem
- Terry Bogard - Marcelo Campos (original: Kazukiyo Nishikori)
- Tony - Vagner Fagundes (original: Masami Kikuchi)
- Andy Bogard - Mauro Eduardo (original: Keiichi Nanba)
- Joe Higashi - Paulo Porto (original: Nobuyuki Hiyama)
- Mai Shiranui - Letícia Quinto (original: Kotono Mitsuishi)
- Kim Kaphwan - Leonardo Camilo (original: Daiki Nakamura)
- Jubei Yamada - Renato Master (original: Joji Yanami)
- Axel Hawk - Daioz Cabezudo (original: Hirohiko Kakegawa)
- Laurence Blood - José Parisi Jr. (original: Koji Totani)
- Wolfgang Krauser - Guilherme Lopes (original: Hirotaka Suzuoki)

## Trilha sonora
O tema de encerramento é "Calling", de Zi:Kill.

## Artigos relacionados
- Série de jogos Fatal Fury (Garou Densetsu)
- Fatal Fury 2 (Garou Densetsu: Shukumei no Tatakai)
- Battle Fighters: Garou Densetsu (Fatal Fury/Fúria Total)
- Garou Densetsu: The Motion Picture